# Альский, Аркадий Осипович
Арка́дий О́сипович А́льский (настоящее имя Аркадий Иосифович Мальский, псевдонимы М. Альский, А. О. Мальский; 1892, местечко Рожище Луцкого уезда Волынской губернии — 4 ноября 1936, Москва) — российский революционер, советский государственный деятель, сторонник Левой оппозиции.

## Биография
По национальности еврей. Член Польской социал-демократической партии с 1908 года. Вел пропаганду среди рабочих и в 1913 году подвергся аресту, после чего перешёл на нелегальное положение. После Февральской революции был членом Исполкома в Лозовой и членом Павлоградского Совета. Вступил в РСДРП(б) в 1917 году. С октября 1917 года по апрель 1919 года Альский состоял зампредом Губернского исполкома, председателем Губернского профсовета и завгуб. Финансовым отделом в Воронеже. В 1919 году — нарком финансов Литвы и Белоруссии; с ноября 1919 года заведующий Финансовым отделом Московского Совета. После IX съезда РКП(б) назначен заведующим Учраспредом ЦК, с января 1921 года по 1927 год — член Коллегии Наркомфина СССР, заместитель народного комиссара финансов СССР (до декабря 1922 года — РСФСР). Издал несколько работ по финансовым вопросам.
С 1923 года принадлежал к Левой оппозиции, подписал «Заявление 46-ти». В декабре 1927 года, на XV съезде ВКП(б), в числе 75 «активных деятелей троцкистской оппозиции» был исключен из партии и арестован. В начале 1928 года приговорен к 3 годам ссылки в Колпашево Нарымского края. В 1930 году, после подачи заявления об отходе от оппозиции, был восстановлен в ВКП(б), но в 1933 году вновь исключен. В 1936 году — заместитель управляющего трестом «Карабугазхим» (Туркмения) НКТП СССР.
Арестован 4 февраля 1936 года, приговорен Военной коллегией Верховного суда СССР 4 ноября 1936 года к смертной казни и в тот же день расстрелян. Постановлением Пленума Верховного Суда СССР от 13 июня 1988 года реабилитирован.

## Публикации
- М. Альский. Денежные налоги и финансово-налоговая политика. М., 1922.
- Финансово-налоговая политика Советской власти. // Вестник финансов. — 1922, № 39.
- М. Альский. Наши финансы за время Гражданской войны и НЭПа. М.: Главполитпрсвет, 1923. — 32 с.
- А. О. Альский. Задачи и методы финансового контроля. М., 1925.
- М. Альский. Наша политика государственного кредита. М.: Финансовое издательство НКФ СССР, 1925.
- Кантон побеждает… — Москва : Изд-во Коммун. акад., 1927. — 152 с. : ил., потр., схем.